# Adauto Bezerra
José Adauto Bezerra de Menezes (Juazeiro do Norte, 3 de julho de 1926 — Fortaleza, 3 de abril de 2021) foi um militar e político brasileiro que foi governador do Ceará entre 1975 e 1978.

## Vida e origem familiar
Filho de José Bezerra de Menezes e Maria Amélia Bezerra, Adauto Bezerra era descendente das tradicionais famílias Bezerra de Menezes e Bezerra Monteiro. Seu bisavô, o Brigadeiro Leandro Bezerra Monteiro (1740-1830), foi um dos principais líderes políticos e militares no Cariri, sendo considerado como um dos fundadores do "Sítio Joazeiro". 
Além de Adauto, seu irmão gêmeo Humberto (deputado federal) e seus irmãos Alacoque Bezerra (Senadora), Orlando Bezerra (deputado federal) e Leandro Bezerra (vereador) também participaram da política partidária, ocupando cargos eletivos no Ceará. Seu pai, José Bezerra, também foi vereador de Juazeiro nos anos 1930. 
Na juventude, Adauto frequentou curso de Oficial na Academia Militar das Agulhas Negras no Rio de Janeiro a partir de 1943. Foi declarado aspirante a oficial da arma de artilharia em dezembro de 1949. Em 1950, 1952 e 1954, foi promovido, respectivamente, a segundo-tenente, primeiro-tenente e Capitão do Exército. Posteriormente, frequentou cursos na Escola de Aperfeiçoamento de Oficiais (Esao). 
Nas eleições de 1955, o militar cearense Juarez Távora foi candidato a Presidente da República contra o mineiro Juscelino Kubitschek (eleito com 35,68%). Foi uma das eleições mais apertadas da época, tendo Juarez Távora vencido no Ceará e ampliado a base eleitoral da UDN (grupo político da família Bezerra de Menezes no Cariri).

## Atuação política
Estreou na política pela UDN, quando foi eleito deputado estadual em 1958. Em seguida, conseguiu ser reeleito em 1962. Durante o período militar, em novembro de 1964, Adauto foi promovido a major do Exército.
Durante o bipartidarismo, Adauto foi reeleito deputado estadual em 1966 e 1970 pela ARENA. Em alguns momentos, na condição de presidente da Assembleia Legislativa, chegou a exercer provisoriamente o Governo do Estado. 
Em 1974 foi indicado governador do Ceará pelo presidente Ernesto Geisel renunciando ao cargo para disputar o pleito de 1978 no qual foi eleito deputado federal. Nestas eleições indiretas de 1978, apoiou Virgílio Távora para governador. Com mais de cem mil votos, Adauto Bezerra foi o deputado mais votado da história do Ceará até então.
Diante da indecisão na sucessão ao Governo do Estado nas eleições de 1982, participou, em março do mesmo ano, do "Acordo dos Coronéis" ou Acordo de Brasília. Na ocasião, junto com César Cals e Virgílio Távora, firmaram consenso para a formação da chapa Gonzaga Mota para governador e Adauto Bezerra para vice-governador. 
Em 1985 transferiu-se para o PFL e foi candidato a governador do Ceará em 1986 sendo derrotado por Tasso Jereissati (PMDB). 
Nomeado para o comando da Superintendência de Desenvolvimento do Nordeste (SUDENE) pelo presidente Fernando Collor em maio de 1990, afastou-se da política ao deixar o cargo e tornou-se sócio-proprietário do Bicbanco ao lado de seu irmão gêmeo Humberto Bezerra.
Adauto Bezerra morreu vítima da Covid-19 no dia 3 de abril de 2021, quando foi internado com diagnóstico de pneumonia.